# Guddada Obalapura, Gubbi
Guddada Obalapura là một làng thuộc tehsil Gubbi, huyện Tumkur, bang Karnataka, Ấn Độ.